# Hamid Gul
Hamid Gul (en ourdou : حمید گل), né le 20 novembre 1936 – mort le 15 août 2015 , est un général de l'armée pakistanaise.

## Biographie
Hamid Gul est connu pour avoir dirigé l'Inter-Services Intelligence après l'invasion soviétique et pour avoir aidé une révolte au Jammu-et-Cachemire contre l'Inde en 1989 avec l'aide de vétérans de la guerre contre les Soviétiques. Il est accusé par les services secrets américains de soutenir les talibans et Al-Qaïda dans le cadre de la guerre d'Afghanistan de 2001-2014.
Après l'assaut de la base aéronavale de Mehran de 2011 revendiqué par le Tehrik-e-Taliban Pakistan (talibans pakistanais), Hamid Gul accuse l'armée américaine d'avoir en réalité mené l'attaque.